# Meryre
Meri (fl. XIII secolo a.C.) è stato un principe egizio, figlio di Ramses II e della regina Nefertari.
Undicesimo principe ereditario di suo padre, figurava sulla facciata dell'ipogeo di Ibshek di fianco a suo padre, figura anche nelle liste del Ramesseo e probabilmente morì prima dei trent'anni.
| U6 | C2 | A51 |

Mry Rˁ

Amato da Ra